# Hutanopan (Halongonan)
Hutanopan is een bestuurslaag in het regentschap Padang Lawas Utara van de provincie Noord-Sumatra, Indonesië. Hutanopan telt 844 inwoners (volkstelling 2010).